# Filicudi
Filicudi je jedan od 8 talijanskih otoka u Tirenskom moru koji čine Liparske otoke, niz vulkanskih otoka sjeverno od Sicilije. Otok je administrativna podjedinica općine Lipari.

## Zemljopis
Otok pokriva površinu od 9.5 km2. na otoku su 2 manja naselja: Pecorini Mare i Valdichiesa. Tlo na otoku je pogodno za uzgoj vina, maslinovog ulja, pšenice i povrća. Oko 3/4 otoka (oko 7 km2) je 1997. proglašeno rezervatom prirode.
Najviši vrh na otoku je Monte Fossa Felci (774 m), a drugi veći vrhovi su Monte Montagnola (349 m)i Monte Terrione (278 m). Na lokalitetu Capo Graziano se nalaze ostaci vile iz brončanog doba, iz 2. tisućljeća pr. Kr. Uz obalu je vulkanska stijena u obliku stupa,  La Canna, koja se izdiže 74 metra iznad mora.

## Povijest
Suvremeno ime otoka, "Filicudi", nastalo je iskrivljenjem antičkog grčkog imena otoka - Phoenicusa (Fenički otok). Otok je, kao i ostali Liparski otoci, naseljen još u neolitiku, oko 3000 godina pr. Kr. Arheološki pronalasci pokazuju da je otok tijekom brončanog doba dobio nove stanovnike. Prije dolaska Starih Grka, otok je stoljećima bio napušten. Osim grčkih, na otoku se mogu naći i ostaci iz vremena vladavine Rima i Bizanta.
Popis stanovništva iz 1971. donosi podatak o 270 stanovnika. Otprilike jedna trećina njih je 25. svibnja iste godine napustilo otok kad je talijanska policija odlučila na Filicudiju smjestiti 18 poznatih vođa talijanske mafije koji su čekali suđenje pod optužbama za organizirani kriminal. Do 31. svibnja i ostali stanovnici su napustili otok u znak protesta, a na otoku su ostali samo optuženi kriminalci i policija koja ih je čuvala.
Od 1970-ih, otok je postao popularno odredište za fotografe i umjetnike kao što su Sergio Libiszewsky, Ettore Sottsass, pisac Roland Zoss, i urednik Giulio Einaudi. Njihovi su radovi popularizirali otok i učinili ga popularnom turističkim odredištem.

## Poznate osobe
- John Bonica (rođen 1917), anesteziolog i profesionalni hrvač
- Roland Zoss (rođen 1951), pisac i skladatelj

## Poveznice
- Dodatak:Popis otoka u Italiji
- Dodatak:Popis vulkana u Italiji

## Vanjske poveznice
- Službene stranice[neaktivna poveznica] (tal.)
- Private page of a novelist living on Filicudi
- A commercial touristic website about Filicudi
- Info about the island
- Filicudi Society of Waltham Massachusetts